# Osthimosia signata
Osthimosia signata är en mossdjursart som först beskrevs av Busk 1881.  Osthimosia signata ingår i släktet Osthimosia och familjen Celleporidae. Inga underarter finns listade i Catalogue of Life.